# Nino Valeri
Nino Valeri (Padova, 28 aprile 1897 – Roma, 26 aprile 1978) è stato uno storico italiano.

## Biografia
Nato a Padova nel 1897, figlio di Silvio, un farmacista, e nipote dello scrittore Diego e del pittore Ugo, Nino Valeri è stato docente di storia nelle Università degli Studi di Catania, Trieste e Roma, ove era succeduto nella cattedra a Federico Chabod. Socio corrispondente dell'Accademia delle Scienze di Torino dal 1957 e dell'Accademia dei Lincei dal 1962, ha scritto numerosi saggi di storia medievale e, successivamente, di storia italiana, moderna e contemporanea. Di particolare valore i suoi libri dedicati, rispettivamente, a Giolitti e alla lotta politica in Italia dall'Unità al 1925. Ha collaborato con diversi periodici, fra cui Nuova rivista storica, e diretto le collane «Storia d'Italia» e «La vita sociale della nuova Italia» della UTET.
Fu iniziato in Massoneria nel 1920, nella Loggia "Nazionale" della Gran Loggia d'Italia.
Nel 1972 fu insignito dell'onorificenza di Grande ufficiale dell'Ordine al merito della Repubblica Italiana. È morto a Roma nel 1978, poco prima degli ottantuno anni.

## Opere
- Campanella, Roma, Formiggini, 1931.
- Pietro Verri, Milano, A. Mondadori, 1937.
- L'eredità di Giangaleazzo Visconti, Torino, Società Poligrafica Editrice, 1938.
- La vita di Facino Cane, Torino, Società Subalpina Editrice, 1940.
- La libertà e la pace : orientamenti politici del Rinascimento italiano, Torino, Società subalpina, 1942.
- La lotta politica in Italia dall'unità al 1925 : idee e documenti, Firenze, Le Monnier, 1945.
- L'Italia nell'età dei principati : dal 1343 al 1516, Milano, A. Mondadori, 1949.
- Lezioni di storia moderna intorno ad alcuni scrittori politici italiani dal Risorgimento al fascismo, Milano. Ed. La Goliardica, 1953.
- Guelfi e ghibellini a Milano alla scomparsa di Giangaleazzo Visconti, Milano, Ed. La Goliardica, 1955.
- Lezioni di storia moderna : appunti intorno alla crisi del primo dopoguerra, Milano, La Goliardica, Edizioni universitarie, 1955.
- Da Giolitti a Mussolini : momenti della crisi del liberalismo, Firenze, Parenti, 1956.
- Figure e momenti del Rinascimento italiano : lezioni di storia moderna dell'anno 1957-58, Roma, Tip. Marces, 1957.
- Le origini dello Stato moderno in Italia (1328-1450), estr. da Storia d'Italia, Torino, UTET, 1959.
- Storia d'Italia : il medioevo, estr. da Storia d'Italia, N. Valeri ed altri, Torino, UTET, 1959.
- Lezioni sull'antifascismo, N. Valeri ed altri, Bari, Laterza, 1960.
- Trent'anni di storia politica italiana, 1915-1945, N. Valeri ed altri, Torino, ERI, 1962.
- D'Annunzio davanti al fascismo, Firenze, Le Monnier, 1963.
- Giovanni Giolitti, Torino, UTET, 1971, Premio Viareggio di Saggistica[9]
- Tradizione liberale e fascismo, Firenze, Le Monnier, 1971.
- Turati e la Kuliscioff, Firenze, Le Monnier, 1974
- Dalla Belle epoque al fascismo : momenti e personaggi, Bari, Laterza, 1975.
- Pagine recuperate, a cura di Giulio Cervani, Udine, Del Bianco, 1998.